# Floor Minnaert
Floor Minnaert (Hoofdplaat, 28 augustus 1952) is een Nederlandse musicus en componist.

## Biografie
Floor Minnaert studeerde van 1970-1974 aan het Conservatorium in Maastricht. Hij volgde de opleiding dwars- en blokfluit en Algemene Muzikale Vorming. Daarna speelde hij in The Walkers, The Press en andere bands en werd hij lid van het componisten-collectief Dromeo. Vanaf 1982 tot 2005 reisde Minnaert als medewerker bij het Internationaal Danstheater de wereld rond. Aanvankelijk als musicus, componist en arrangeur, vanaf 1998 als muzikaal leider. Naast alle mogelijke fluit- en rietinstrumenten bespeelt hij veel traditionele instrumenten uit allerlei muzikale culturen.
In 2003 richtte Minnaert samen met Désirée Rebel kindertheater deTheaterSchuur op. Sinds 2005 verzorgt hij de opnames en de regie van een groot aantal luisterboeken. In 2006 componeerde Minnaert liedjes bij het kinderboek Jij bent de liefste van Hans en Monique Hagen. Deze kwam uit op cd. In 2007 volgen luisterboekliedjes bij verhalen van Piggelmee, Nijntje, sinterklaas en kerstfiguren. In 2008 maakte hij onder andere de muziek voor De muzikant en het meisje, een prentenboek van Rita Verschuur en Marit Törnqvist. Hij componeerde ook de Jubelliedjes en verzorgde de arrangementen van de Kolderliedjes van Toon Hermans die werden uitgegeven als Gouden Boekje.
In 2009 introduceert Minnaert de term verhalenmuziek naar aanleiding van de presentatie van het het luisterboek Kinderen van Amsterdam van Jan Paul Schutten in het Parool Theater te Amsterdam. Verhalenmuziek, muziek die het verhaal ondersteunt op een bijna filmische manier. Op 15 juni 2011 werd tijdens een live uitzending van radio kunststof De tuinen van Dorr gekozen tot het beste luisterboek van 2011. Voorgelezen en gezongen door Gijs Scholten van Aschat. Minnaert tekende voor de muziek van meer dan veertig liedjes op dit luisterboek.
In 2019 tekende Minnaert voor de filmmuziek van de nieuwe Fabeltjeskrant-bioscoopfilm 'De Grote Dierenbos spelen'. In 2020 zette Minnaert de studioactiviteiten voort onder de naam studioFlooR. 

## Composities

### 1979
Voor de LP Pregnancy van The Walkers
- Julius - co-auteurs: M. Nita, R. Innemée, J. Coenen en J. Franssen

### 1981
Voor de LP Press here van The Press
- Crossing the line - tekst: S. Geschwindt
- Rescue me - tekst: S. Geschwindt, co-auteurs: M. Nita en J. Coenen
- In the quiet of the night - tekst: S. Geschwindt
- It takes a sheriff to cry - tekst: S. Geschwindt
- Alaskan nights - tekst: S. Geschwindt, co-auteurs: M. Nita en J. Coenen
- Write-off - tekst: S. Geschwindt
- Hit the headline - tekst: S. Geschwindt

### 1997
Voor de voorstelling Moeder India van Het Internationaal Danstheater
- Badhai - Bezetting Sopraansax, altsax, Bb Tuba en percussie

### 1998
- Tango Nuevo - Bezetting: tenorsaxofoon en contrabas

### 1999
- Winter 1998

### 2000
Voor de voorstelling 'Handen en Voeten' van Het Internationaal Danstheater
- Handen en voeten
- De Vijf I
- Tegengas (Arr.)
- Revanche
- Overdracht I
- Overdracht II
- De Vijf II (Arr.)
- Schaduw
- Aarde
- Verzet
- Duel en naar de top

### 2002
Voor de voorstelling Kavkas van Het Internationaal Danstheater
- Tserkes
- Garod - Bezetting 2 duduks en 1 basduduk

### 2003
Voor de voorstelling 'Rode Peper' van Het Internationaal Danstheater
- Ver is de verte - tekst: Ivo de Wijs
- In Kaapstad - tekst: Ivo de Wijs
- Anne Katrijn (Trad.)
- Wat zal ons wachten - tekst: Ivo de Wijs
- Bericht aan het thuisfront - tekst: Ivo de Wijs
- Sensu wu tsukatta odori

### 2006
- Jij bent de liefste - een gedichtenbundel van Hans en Monique Hagen met illustraties van Marit Törnqvist gezongen door Gerard Alderliefste en Beatrice van der Poel

### 2007
- Hé, ventje Piggelmee en vrouwtje Tureluur, Hoe moet ik groeien en Ik ben een visje in de zee gezongen door Wieteke van Dort en Edwin Rutten
- Nijntje's voel- doe- en luisterboek met HKH Prinses Laurentien der Nederlanden
- Poesje Mauw (Barockarr.) - voor Let's Barok met Edwin Rutten
- Bach-motief - voor Let's Barok

### 2008
- De muzikant en het meisje; een boek van Rita Verschuur met illustraties van Marit Törnqvist (compositie)
- Het dikke agentjeslied - tekst: Nienke Denekamp (compositie)
- Sinterklaas is jarig - tekst: Hans Hagen gezongen door Julika Marijne (compositie)
- Kolderliedjes van Toon Hermans (Arr.) gezongen door Willem Nijholt, Chantal Janzen en Maurice Hermans

Jubelliedjes gezongen door Willem Nijholt
- Jubelientje en haar liefste oma - tekst: Hans Hagen
- Jubelientje leert lezen - tekst: Hans Hagen
- Jubelientje wordt wild - tekst: Hans Hagen

### 2009
- Verhalen van Amsterdam (teksten: Karel en Mieke Baracs), (verhalenmuziek)
- Dans van de drummers van auteur Hans Hagen (liedjes en verhalenmuziek)
- Het schapentheater in Texel; De sportschool en Ik wou dat ik een schaap was (stapellied)
- Kinderen van Amsterdam van auteur Jan Paul Schutten
- Het vertrek van de mier van auteur Toon Tellegen, klarinet
- Tribute to Mongolian dance - Bezetting; 2 celli en klarinet
- Dies Irae (Puputan, de val van Bali) - Bezetting: koor en orkest
- Factor 100 (het luisterboekenweekgeschenk 2009)
- Mr Finney: een voorleesboek van Laurentien van Oranje en Sieb Posthuma (verhalenmuziek bij het luisterboek, voorgelezen door Willem Nijholt)
- Het sleutelkruid van Paul Biegel; (verhalenmuziek bij het luisterboek, voorgelezen door Gijs Scholten van Aschat)
- De Liefde-gedichten en liedjes van Toon Hermans gezongen door Willem Nijholt, Chantal Janzen, Mauirice Hermans (arrangementen)

### 2010
- De tuinen van Dorr van Paul Biegel; 46 liedjes bij het luisterboek, voorgelezen en gezongen door Gijs Scholten van Aschat
- Verhalen van Amsterdam; speciaal uitgave voor SAIL 2010, verhalenmuziek.
- Jij en ik en mijn rode fiets; 23 Zweedse liedjes van Thomas & Jujja Wieslander, samengesteld door Marit Törnqvist, teksten bewerkt door Hans & Monique Hagen, gearrangeerd. Gezongen door Dafne Holtland, Imme Hagen en Floor Minnaert
- Mano de brandweerman, een Gouden Boekje van Toon Tellegen, verhalenmuziek.
- Poes Pinky, een Gouden Boekjes Luisterboek, voorgelezen door Mieke van der Weij, verhalenmuziek.
- Mediteren onder jouw boom, meditatie voor beginners (verhalenmuziek
- Het wezen van de olifant, Toon Tellegen, verhalenmuziek op klarinet

### 2011
- Mr Finney en de andere kant van het water: het tweede voorleesboek van Laurentien van Oranje en Sieb Posthuma (verhalenmuziek bij het luisterboek, voorgelezen door Willem Nijholt)
- Het verhaal van Amsterdam, deel 6 (verhalenmuziek)
- De Gouden Boekjes van Toon Tellegen; Als Feda slaapt, Mano de brandweerjongen en Waar is Mo? (verhalenmuziek)
- Asta's ogen door Eveline Stoel (verhalenmuziek bij het luisterboek, voorgelezen door Eveline Stoel, (arrangement van Orchids in the moonlight)
- Toen niemand iets te doen had, van en voorgelezen door Toon Tellegen (verhalenmuziek bij het luisterboek)
- Hop hop paardje, 25 kinderliedjes ingezongen door Julika Marijn) (arrangementen en uitvoering)
- Denkend Hart, teksten van Etty Hillesum; samengestelld en gespeeld door Julika Marijn (verhalenmuziek, live in de voorstelling) Speciale voorstelling in Het Bethaniënklooster, 4 mei 2011-Theater na de Dam

### 2013
- Je bent super Jan. Een hoorspel geschreven door Harmen van Straaten voor het Kinderboekenweekgeschenk 2013. ( Muziek & FX)
- De Gouden Boekjes van Toon Tellegen met verhalenmuziek. (verhalenmuziek)

### 2014
- Leadermuziek voor Een Goed Verhaal. Wordt uitgezonden op NostalgieNet (compositie)
- Hoorcollege van Govert Jan Bach over de Matthäus-Passion (montage)
- Album van de Insische Poëzie; cd met Willem Nijholt
- Ali & Nino. Maurits Rubinstein vertelt het beroemde liefdesverhaal Ali & Nino van Kurban Said. Ondersteund door filmische verhalenmuziek. (verhalenmuziek bij luisterboek)
- Jubelientje en Sinterklaas, boek met cd, oude en nieuwe Sinterklaasliedjes. (Arr. + compositie)
- Het Muizenhuis, luisterboek 2 voorgelezen door Dieuwertje Blok. (verhalenmuziek + compositie)

### 2015
- Hoorcollege van Govert Jan Bach over de Johannes Passion (montage)
- Verhalen uit Camera Obscura van Hildebrand voorgelezen door Cees van Ede (arr. liedjes)
- 'Ik kom terug’ van Adriaan van Dis, luisterboek (compositie)
- Luisterboekenweekgeschenk voor CPNB, hoorspel met Hugo Borst (montage en compositie)
- 60 jaar Nijntje, Dozijntje Nijntje (verhalenmuziek)
- 'Bobby & Dudu', boek met tekeningen van Fréderique Spigt, tekst Rob van Olm en muziek van Erik Stok, 17 liedjes gezongen door Fréderique Spigt (opnameregie & studiomuzikant)
- 'Van mij en voor jou', 24 liedjes op gedichten van Hans en Monique Hagen; illustraties Jan Jutte; boek en cd (compositie)
- Hoorcollege van Govert Jan Bach over het Weihnachtsoratorium en het Magnificat (montage)
- Het kinderboekenweekgeschenk 2015 'Per Ongelukt!' van Simon van der Geest (opnameregie)
- Ronja de roversdochter van Astrid Lindgren, voorgelezen door Beatrice van der poel (opnameregie)
- ’Uit je duim’ (compositie)
- Blitskikkerclublied tekst Eveline Stoel

### 2016
- Yuna’s maan geschreven door Hans Hagen, illustraties Martijn van der Linden geproduceerd door Rubinstein iov Querido (compositie)

### 2017
- Het Muizenhuis, luisterboek 3 'Op de kermis'  voorgelezen door Dieuwertje Blok. (verhalenmuziek + compositie)
- Uit verdriet geboren, een voorstelling van Julika Marijn over Helene Kröller-Müller (compositie)

### 2018
- 'Het voornemen van de muis' voorgelezen door Toon Tellegen. (compositie)
- Een nieuwe versie van het hoorcollege over de Mathäuss Passion van J.S. Bach door Govert Jan Bach met als bijlage de uitvoering van Ton Koopman.
- Haren vol banaan, een boek met cd vol met vieze liedjes en versjes van Erik van Os (compositie en arrangementen)
- Gouden Boekjes voor Spotify (GB-tune)
- Muziek voor pilot van Mouse Mansion geschreven door Karina Schaapman
- Luisterboek van Het Muizenhuis; De Haven en De Picknick verteld door Dieuwertje Blok (verhalenmuziek)
- Begin en eind-tune geschreven voor de Kinderboeken-ambassadeurs Hans Hagen en Monique Hagen in het Kinderboekenmuseum in Den Haag.
- Score voor spotje Kinderpostzegel actie met afbeeldingen van De Fabeltjeskrant
- Sam & Julia, een Muizenhuislied voor Het Muizenhuis
- De film De Grote Dierenbos-spelen van De Fabeltjeskrant met Huub Dikstaal, Elsje Scherjon,  Armin van Buuren, Loes Luca, Georgina Verbaan en Richard Groenendijk. (filmscore)
- Diverse Gouden Boekjes voorgelezen met Gouden Boekjes-tune (compositie)
- Het verhaal van Sinterklaas een Gouden Boekje voorgelezen door Dieuwertje Blok met een Nieuw Sinterklaaslied (compositie). Boek en liedtekst geschreven door Sjoerd Kuyper

### 2019
- Geen reuzen In Een Restaurant (compositie), een tekst van Erik van Os. Dit lied hoort bij het prentenboek Bijzondere keus, meneer de reus. Geschreven door Erik van Os & Elle van Lieshout met tekeningen van Job Van gelder.
- Score (compositie) voor de 4 specials van De Fabeltjeskrant, De Grote Dierenbos spelen op Netflix
- Muziek voor De Fabeltjeskrant-app.
- Nieuwe muziek (score & liedjes) voor De Fabeltjeskrant de series. Veel oude liedjes van De Fabeltjeskrant (arrangement) samen met Ruud Bos.
- Had ik maar leuke kinderen (arr.) met Erik van Os. Boontjes maïs pompoen, Pats! en Kleine zelfstandigen. (muziek).
- Yvonne Jagtenberg wint het Gouden Penseel van CPNB. Hierbij een liedje: Mijn Wonderlijke Oom (tekst & muziek)).

### 2020
- Score voor natuurfilmpjes
- Thema muziek voor Marten Toonder verhalen en soundscape 'Tom Poes en het kukel' (muziek)
- 12 podcasts onder de naam De Quarantaine monologen opgenomen en voorzien van begintune en soundscape, o.a. met Loes luca, Isa Hoes, Noortje Herlaar, Sonja Barend, Bram van der Vlugt, Joes Brauers, Loek peters, Jeroen Spitzenberger. (muziek)

### 2021
- Thema muziek voor Marten Toonder verhalen en soundscape 'Tom Poes en de waarzegger', 'Tom Poes en het slaagsysteem', 'De feunix', 'De liefdadiger', 'De killersr', 'De Doorluchtigheid', Het spook van Bommelstein', De weetmuts' en 'De Unistand' (muziek)
- 82 vijf-minuten verhaaltjes van Disney, voorzien van soundscape
- De Avonden van Gerard Reve re-mastered
- Muziek gecomponeerd en gearrangeerd voor choreografie Internationaal Danstheater
- 12 liedjes gecomponeerd voor Daar ben je van Hans & Monique Hagen, bv. Daar ben je, Goedemorgen, Banana en Suja Switi, geillustreed door Charlotte Dematons (muziek)

### 2022
- Thema muziek voor Marten Toonder verhalen en soundscape 'Heer Bommel en de andere wereld' en 9 andere verhalen (muziek)
- Nescio verhalen over Veere opgenomen voor muzeum De Grote Kerk in Veere.
- 7 sprookjes van de Efteling opgenomen met Dafne holtland. (muziek)
- Animatie 'Groendekking' voorzien van voice-over en sountrack voor Atradius. (muziek)

### 2023
- Thema muziek voor Marten Toonder verhalen en soundscape 'De aamnaak' en 9 andere verhalen (muziek)
- Diverse verhalen van David Walliams met Lisa Wade.
- Animatie 'Wisselfinanciering' voorzien van voice-over en sountrack voor Atradius. (muziek)
- Opname van Naar zachtheid en een warm omhelzen van Adriaan van Dis (muziek)

### 2024
- 18 Boer Boris-verhalen van schrijver Ted van Lieshout en tekenaar Philip Hopman opgenomen met Bart Oomen, voorzien van openingstune en soundscape. (muziek)
- Opname van Stadsliefde van Adriaan van Dis (muziek)
- Opname van De kolonie mept terug van Adriaan van Dis.
- Audiotour met Job Cohen voor het Luchtvaart en Oorlogsmuseum Texel.